# 錫卡西亞 (金迪奧省)

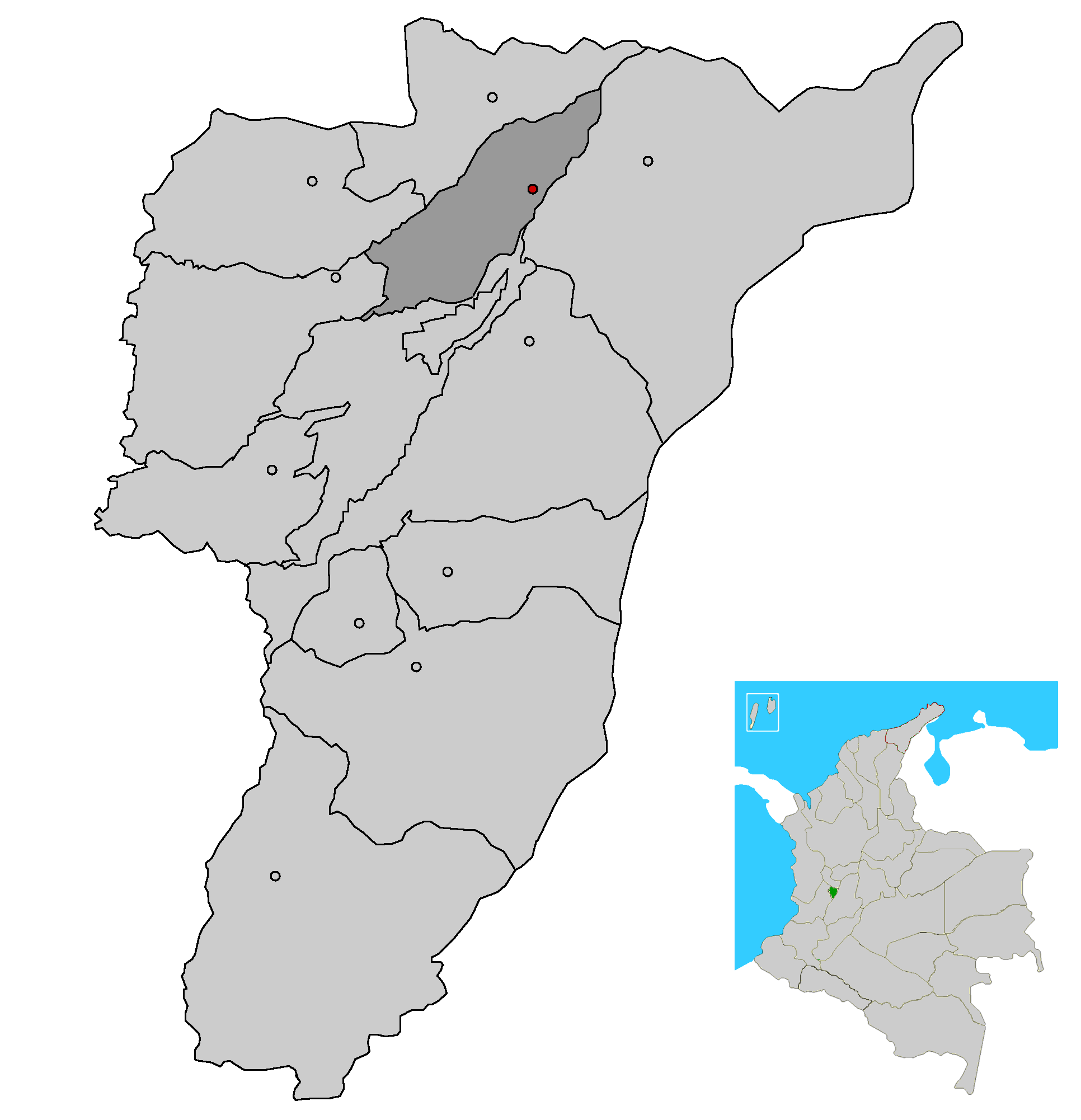

錫卡西亞是哥倫比亞金迪奧省的城鎮，位於該國中西部，距離省會亞美尼亞城7公里，始建於1884年8月10日，面積91平方公里，海拔高度1,772米，2005年人口26,705，人口密度每平方公里293人。
4°37′N 75°38′W / 4.617°N 75.633°W